# Šad Küj-kagan
Šad Küj-kagan byl čtvrtý vládce Západoturkucké říše, jedné z nástupníckych států turkuckého kaganátu, (Turkuti), které vládl v letech 611 – † 618. Na přelomu let 611 – 612 byl korunován titulem Šekuej-kagan anebo také Šekej-kagan, což v turkických jazycích znamená Kníže-kagan. Kaganát byl založen Ašına klanem v 6. století v západní části Střední Asie. Za jeho zakladatele je považován Ašına Tienťüe (Karačürün Tardu) i když vytvoření říše vlastně započal jeho otec Ašına Ši (Istemi). Jeho hlavní centrum Sujáb a letní Navekat se nacházely v Kyrgyzské Čujské dolině.

## Život
Šad Küj byl vnuk Tienťüe (Karačürün Tardu), třetí syn Jangsu-teginův (Širi Kišvar) a bratr Ašına Sienši (Nikul Čullu), Ašına Pošitele (Basıl-tegin), Ziebel (Tung Jabgu) a Ašına Mocheše (Baga-šad). Roku 598, předal Tienťüe (Karačürün Tardu) svému vnukovi Šad Küjovi vládu ve městě Čač (Taškent) v Čačské oblasti – (Taškentská oblast). Do roku 611 zde Šad Küj zastával funkci tuduna (guvernér). Podle L. N. Gumiljova je slovo Šekuj Sien-piského původu a nelze ho přeložit.

### Po rozdělení kaganátu
Ačkoliv občanská válka začala po smrti Topo-kagana (Taspar, 572 – † 581), západní říše v současném Turkestánu vznikla až po smrti Tienťüe (Karačürün Tardu, 576 – † 603) jako výsledek rozdělení Turkucké říše. Vznikla sjednocením deseti tureckých kmenů – 10 Oguzů – (Onokové) a mnoha dalších, méně i více důležitých, jak kočovných Tie-leů  (Ujgurů , Tokuz Oguzů – Protobulharů, Tongraů, Bajirgurů ), Kitanů a Tatabiů (Kumo Si), tak i polousedlých a usedlých kmenů. Svaz Deseti kmenů tvořily dvě uskupení – Tulo (Dulo) a Ong-šadapyt (Nu-šipi), jež každé mělo po pěti kmenech které mezi sebou neustále soupeřily.
V čele vlády stál nezletilý Ašına Taman (Arslan Taman, 604 – 612) z kmenové aliance Tulo (Dulo), avšak protože neměl výraznější autoritu ani moc (na trůn nastoupil v mladém věku, ještě sotva chodil), vláda říše byla ve skutečnosti tvořená stařešiny této aliance. Bezmocnost vlády Tamana a neustálé rabování Tuloů (Dulo) a Tie-leů bránilo karavannímu obchodu na hedvábné stezce a proto tlačila sogdská města k přímému sbližování s Čínou. Čínská vláda Suejů která zamýšlela podrobit si mladučkého Tamana a tím i Západní říší, předpokládala že ho tato situace do velké míry ovlivní. Naopak, tudun Šad Küj z kmenové aliance Ong-šadapyt (Nu-šipi), který také usiloval o manželský svazek z čínskou nevěstou, nenašel u Suejů pochopení.
Situace, která zvrátila chod nastala roku 610, když císař Suej Jang (604 – 618)  naprosto zapochyboval o oddanosti Tamana. Císař a rada ministrů se rozhodli ho svrhnout pomocí Šad Küja. Vyslali k němu vyslance z projevem přátelství, avšak namísto nevěsty mu jako „velikému tudunovi“, zaslali ocenění ve formě bambusového šípu s bílým ozdobným peřím. Vydávajíc se za Nu-šipy, lstiví Tulové (Dulo) zadrželi vyslance a převzali od něho šíp. Ale obezřetnému vyslanci se podařilo podvodu uniknout tím, že Šad Küja včasně obeznámil z výsledkem svého jednání. Reakce nedala na sebe dlouho čekat. Když Šad Küj zhromáždil dostatečně početnou armádu, z kmenové aliance Ong-šadapyt (Nu-šipi), podporovanou Číňany, začal otevřenou válku proti Tamanovi kterou nakonec roku 611 vyhrál. Taman, v iluzi přátelství pak uprchl do Číny. Po jeho útěku Nu-šipiové zvolili za kagana Západní říše Šad Küja.
Korunovace přeběhla na přelomu let 611-612. Západní Turkuti byli extrémně nepřátelský a ani změna vládců nezměnila povahu vztahů v říši Během své vlády sváděl Šad Küj nekonečné boje se svým příbuzným – „kaganem Tuki Šipirem“ z Východní říše. Zemřel roku 618, a byl následován Tung Jabguem (Ziebel), za jehož panování Západoturkucká říše dosáhla svého nejvyššího zenitu.

## Jména a tituly
- Šad Küj-kagan nebo jen Chosen-kagan (čínsky v českém přepisu Chuo-sien kche-chan, pchin-jinem huòxiān kěhàn, znaky 霍仙可汗
- osobní jméno Šekuej-kagan (čínsky v českém přepisu Še-kchuej kche-chan, pchin-jinem shèkuì kěhàn, znaky 射匮可汗
anebo Šekej-kagan (čínsky v českém přepisu Še-kuej kche-chan, pchin-jinem shèguì kěhàn, znaky 射匱可汗[4]